# Betonsteen

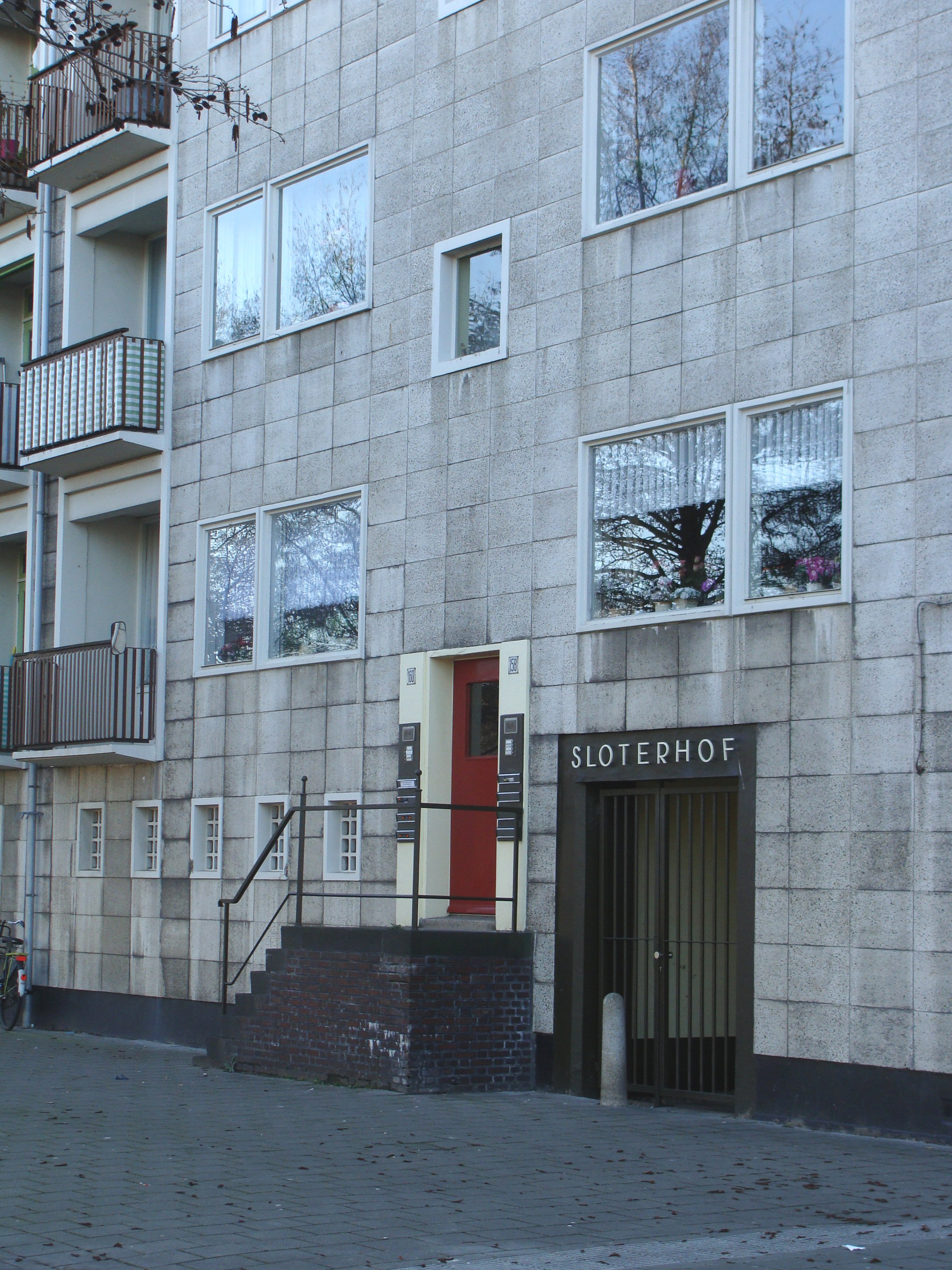
Betonsteen die gebruikt wordt als buitenmuur

Een betonsteen is een uit beton vervaardigde kunststeen die wordt gebruikt als metselsteen voor muren en wordt toegepast in bestrating als betonstraatsteen.

## Fabricage
De grondstof van betonsteen is beton. Het beton wordt in mallen gegoten van verschillende gestandaardiseerde  maten.
Daarna worden ze in een stoomkamer geplaatst waar ze voor 8 uur lang verblijven in een met stoom verzadigde atmosfeer. Door deze behandeling krijgen de blokken een hogere weerstand, een constante kwaliteit en krimpen later tijdens het uitharden niet.
Betonstenen worden zowel massief als hol gefabriceerd. De stenen worden gemaakt met een gewicht variërend van 550 kg/m³ tot 1900 kg/m³. Het gewicht is afhankelijk van de gebruikte toeslagmaterialen.
De volgende gewichtsklasse zijn er:
- Extra licht beton tot 550 kg/m³
- Zeer licht beton 550 tot 750 kg/m³
- Licht beton 750 tot 1200 kg/m³
- Halfzwaar beton 1200 tot 1900 kg/m³
- Zwaar beton vanaf 1900 kg /m³.

Betonstenen hebben als afwerking een gladde of grove structuur en zijn in verschillende kleuren verkrijgbaar, zoals geel, grijs en wit. De decoratieve betonstenen zijn veelal geschikt als gevelstenen. Deze kunnen verschillende structuren hebben.

## Toepassing
De zware en halfzware stenen worden veelal gebruikt voor dragend metselwerk. Dit omdat het dragend metselwerk de nodige drukvastheid moet hebben. De lichtere stenen worden meestal gebruikt voor geprefabriceerde gevelvullende elementen. Dit kan zowel als buitenblad als binnenblad gebruikt worden. Ook worden sommige stenen gebruikt als tussenwanden. Voor bestrating wordt meestal gebruikgemaakt van halfzware betonstenen.
De Amerikaanse minimalistische kunstenaar Sol LeWitt (1928-2007) maakte veel gebruik van betonsteen voor zijn sculpturen. Zie onder andere: Long Pyramid (1994) bij het Bonnefantenmuseum in Maastricht.

## Soorten betonsteen
- Cellenbeton (extra tot zeer licht beton)
- Argexblokken (licht beton)
- Silicaatsteen (holle stenen zijn van halfzwaar beton, volle stenen zijn van zwaar beton
- Bimsbetonstenen (licht beton)